# 알 카우싸르
꾸란의 108번째 수라인  알 카우싸르는 총 3 절로 이루어져 있다. 그 수라엔 선지자의 적들인 위선자들을 비판하고 그들에게 하나님의 벌을 경고하는 내용이 담겨있다.
수라의 명칭인 "카우싸르"는 "하나님이 그대에게 풍성한 은혜를 베풀었나니"라는 말의 어휘에서 유래된 것으로 본다.
| 이 전 알 마운 | 수라 108 (아랍어 원문) | 다 음 알 카피룬 |
| 1 2 3 4 5 6 7 8 9 10 11 12 13 14 15 16 17 18 19 20 21 22 23 24 25 26 27 28 29 30 31 32 33 34 35 36 37 38 39 40 41 42 43 44 45 46 47 48 49 50 51 52 53 54 55 56 57 58 59 60 61 62 63 64 65 66 67 68 69 70 71 72 73 74 75 76 77 78 79 80 81 82 83 84 85 86 87 88 89 90 91 92 93 94 95 96 97 98 99 100 101 102 103 104 105 106 107 108 109 110 111 112 113 114 |                        |                 |

한국어 번역
108:0 비스밀라히르-라흐마니르-라힘
108:1 하나님이 그대(무함마드)에게 풍성한 은혜를 베풀었나니
108:2 주님께 기도하고 제물을 바치라.
108:3 실로 그대의 적(敵)은 모든 희망으로부터 단절된 자들이니라.